# Beroe constricta
Beroe constricta is een soort in de taxonomische indeling van de ribkwallen (Ctenophora). 
De kwal behoort tot het geslacht Beroe en behoort tot de familie Beroidae. De wetenschappelijke naam van de soort werd voor het eerst geldig gepubliceerd in 1821 door Chamisso & Eysenhardt.